# VAMP!?
『VAMP!?』（ヴァンプ!?）は、小坂理絵による日本の漫画作品。『なかよし』（講談社）にて2000年8月号から2001年1月号まで連載されていた。全6話。単行本は全1巻（2001年3月6日初版発行）。

## 概要
とある田舎の修道院を舞台に、志願生の少女と吸血鬼の子孫である少年のラブストーリー。吸血鬼に関する秘密や修道院の日常とともに、作者得意のコメディを交えて描かれている。
主人公を含む作中の志願生たちの衣装は、オードリー・ヘプバーン主演映画の衣装がモチーフとなっている。

## あらすじ
女だらけの修道院で、厳しい戒律の中、退屈な毎日を送る志願生りお。
そんなある日の読書の時間、同じ志願生である友人と一緒にシスターの目を盗み、こっそり濃厚な恋愛小説を読む。いいところで見つかってしまうが、恋への憧れは募る。「もう一生無理だろうけど、小説のような恋をしてみたかった……」
その夜、いつものように修道院をこっそり抜け出し、コンビニへ向かう最中、道端で行き倒れの美少年を発見する。放っておくわけにもいかず、とりあえず寮の部屋に連れ帰り、目が覚めるまでりおの部屋でかくまうことに。
しかし、突然夜中に少年が起き出し、りおを抱きしめる。「これが、夢にまで見た小説に出てくる燃え上がるような恋!?」と驚くりおだが、少年にはなんとキバが……。

## 登場人物

### 主要人物
森川 りお（もりかわ りお）
本作の主人公。修道院の志願生。洗礼名はマリー・ジョセフ。
寝坊や脱走の常習犯でトラブルメーカーであるため、修道院内では問題児扱いされている。
今でこそ明朗快活だが、幼い頃に両親を一度に亡くし、修道院に預けられたため、修道院に来たばかりの頃は泣いてばかりいた。
ひょんなことから、徹の世話係になり、同じ部屋で暮らすことに。出会った当初は血を吸われそうになったということもあり、徹を毛嫌いし、まったく信用していなかった。しかし、徹の人柄に触れ、また事情を知り、和解。徹とともに「一生お菓子を口にしない」という誓いを立て、元の生活に戻れるよう協力する。
徹が去ってからは、以前の明るさを失くし、まるで抜け殻のような日々を送っていた。修道院への想いと徹への恋しさとの間で思い悩むも、友人たちとシスター・エリザベートの後押しで、自分の道を行くことを決意する。
小暮 徹（こぐれ てつ）
貧血療養のため修道院にやってきた少年。16歳。
シスターたちの前では『はかなげで礼儀正しい少年』を演じ、きれいな顔立ちと相まって、女だらけの修道院に潤いをもたらした。しかし、りおの前では図々しい本性丸出し。そのせいもあり、りおにはなかなか信用してもらえず、寝るときは全身を縛られていた。
実は吸血鬼の子孫で、「16歳に達した吸血鬼の子孫を一定期間監視する」というしきたりのもと、召集され修道院にやってきた（本当は来たくなかったのだが、道端で倒れ、りおに拾われたがために図らずも修道院へ来てしまった）。りおに襲い掛かった時が初めての覚醒で、本人の意識はなかった。それ以後、何度か吸血鬼となり、血を欲するようになるが、意識ははっきりしており、襲い掛かりはしない。当初はりおと喧嘩ばかりだったが、事情を共有し、和解。りおとともに（というか、りおが一方的に）「一生血を吸わない」という誓いを立てる。
意外にも仏教徒。10歳の妹が1人いる。
モデルはブラット・ピット。

### 修道院
シスター・エリザベート
シスター。厳格な性格で、りおにとってはまさに目の上のたんこぶ。りおを徹の世話係に任命する。
吸血鬼と修道院の関係や徹が吸血鬼の子孫であること等、真実を知っている数少ない人物。また、徹に召集令状を送った張本人で、徹が人間社会でやっていけるか判断するため監督している。
千頼（ちより）
志願生。りおの友人。洗礼名はヨハンナ。
りおとは正反対に、優しく実直な性格で、りおたち志願生4人の中では最も修道女らしい。何だかんだと、りおたちの悪行（?）に付き合っている。血液型はA型で、細かいことが気になる。
羽純（はすみ）
志願生。りおの友人。
女だらけの修道院の生活に辟易しており、弟に日記と偽り恋愛小説を持ってこさせたり、男の吸血鬼を観賞用に囲いたがるなど今時の少女。いわば、りおの悪友。りおの隣の部屋で、りおが寝坊するたびに起こしに行かされる。
亜子（あこ）
志願生。りおの友人。
素直で純粋な少女。修道院での生活も楽しんでいる様子。徹を『てっちゃん』と呼ぶ。
作者曰く、10歳くらいの設定だったが、作中では6歳くらいの頭身になってしまったとのこと。

### その他
チホちゃん
孤児院・陽光園に預けられている女の子。両親に置いて行かれたのが物心ついてからだったためか、少しも笑わなかったが、徹やりおとともに遊ぶうち、笑うようになった。
ジョセフィーヌ
収穫祭でりおが乳搾りを担当した乳牛。乳牛とは思えぬほど凶暴。
小暮 冴（こぐれ さえ）
徹の妹。りおが修道院を去ってから4年後、修道院にやってくる。徹と同じで、我が強い。

## 単行本未収録
- 番外編 修道院の優雅な一日 （『なかよしなつやすみランド』2000年8月号掲載）